# جورج بالدری
جورج بالدری (انگلیسی: George Baldry; ۲۶ مهٔ ۱۹۱۱ – ۱۹۸۷ (۷۵−۷۶ سال)) بازیکن فوتبال بود.
از باشگاه‌هایی که در آن بازی کرده‌است می‌توان به باشگاه فوتبال گریمزبی تاون و باشگاه فوتبال شروزبری تاون اشاره کرد.